# Memory Stick
Memory Stick (MS) — носитель информации на основе технологии флеш-памяти от корпорации Sony. Карты памяти Memory Stick используются в видеокамерах, цифровых фотоаппаратах, персональных компьютерах, принтерах, игровых приставках PlayStation и PlayStation Portable, сотовых телефонах и других электронных устройствах различных фирм (преимущественно самой компании Sony).
Формат Memory Stick является закрытым. Как следствие, полное соответствие стандарту гарантировано только у оригинальных карт Sony. Как правило, такие карты дороже других карт распространенных стандартов при том же объёме.
В 2010 году, с увеличением популярности карт памяти формата Secure Digital, Sony начала использовать формат SD в своих продуктах — данный факт ознаменовал собой проигрыш корпорации в войне форматов в данной сфере.

## Разновидности
Существует несколько разновидностей карт памяти Memory Stick:

| Тип карты                   | Габаритные размеры, мм | Ёмкость карты                       | Скорость чтения      | Скорость записи | Примечание    |
| --------------------------- | ---------------------- | ----------------------------------- | -------------------- | --------------- | ------------- |
| Memory Stick                | 50×21,5×2,8            | 4/8/16/32/64/128 МБ                 | 14,4 МБ/с (1,8 МБ/с) | —               | MS            |
| Memory Stick Select         | 50×21,5×2,8            | 128 МБ                              | —                    | —               |               |
| Memory Stick Duo            | 31×20×1,6              | 128 МБ                              | 14,4 МБ/с (макс.)    | —               | MS Duo        |
| Memory Stick Micro (M2)     | 15×12,5×1,2            | 64/128/256/512 МБ, 1/2/4/8/16 ГБ    | 14,4 МБ/с (макс.)    | —               | M2            |
| Memory Stick PRO            | 50×21,5×2,8            | 128/256/512 МБ, 1 ГБ                | —                    | —               | MS Pro        |
| Memory Stick PRO Duo        | 31×20×1,6              | 32/64/128/256/512 МБ, 1/2/4/8/16 ГБ | 20 МБ/с (макс.)      | 4 МБ/с          | MS PRO Duo    |
| Memory Stick PRO Duo Mark 2 | 31×20×1,6              | 1/2/4/8/16/32 ГБ                    | 20 МБ/с (макс.)      | 4 МБ/с          |               |
| Memory Stick PRO-HG         | —                      | 4/8/16 ГБ                           | —                    | —               |               |
| Memory Stick PRO-HG Duo     | 31×20×1,6              | 4/8/16/32 ГБ                        | 50 МБ/с (макс.)      | —               | MS PRO-HG Duo |

Все они различаются форм-фактором (размерами), однако существуют специальные переходники для подключения модулей одного вида в слот другого вида.
Карты памяти Memory Stick имели ёмкость до 128 МБ, а в некоторых версиях (Memory Stick Select) применялись два банка по 128 МБ на одной карте (выбираемые специальным переключателем на корпусе карты). Это максимальный объём памяти, предусмотренный для карт Memory Stick (DUO). С выходом карт Memory Stick (DUO) Pro теоретический объём карты был расширен до 32 ГБ. Карты Memory Stick (DUO) PRO не совместимы со старыми устройствами, разработанными ранее для использования с картами Memory Stick.

## История
- 1998, октябрь — анонс карт Memory Stick.
- 2003 — анонс карт Memory Stick PRO совместно с SanDisk.
- 2006 — анонс 8-ГБ карт на выставке «Consumer Electronics Show» в Лас-Вегасе. Со слов представителей Sony, максимальная ёмкость Memory Stick PRO составит 32 ГБ. Карта с таким объёмом будет доступна в 2009 году.
- 2006, 6 февраля — анонс Memory Stick Micro (M2).
- 2006, 11 декабря — анонс Memory Stick PRO-HG Duo. Memory Stick PRO-HG Duo — это высокоскоростной вариант Memory Stick PRO для использования в камерах HDTV.
- 2008, 10 января — анонс Memory Stick PRO Duo Mark 2, объём которой составил 16 ГБ (реальный объём карты после форматирования — 14,9 ГБ).
- 2008, март — выпуск Memory Stick PRO Duo ёмкостью 16 ГБ.

## Интересные факты
- Имеющаяся в логотипе Memory Stick фигура, напоминающая НЛО, возможно, является перевёрнутой буквой W из старого логотипа Aiwa. Неизвестно, было ли данное изображение выбрано дизайнерами преднамеренно или это является совпадением.

## Галерея
- Memory Stick 64 МБ
- Адаптер Memory Stick Duo, Memory Stick PRO Duo 256 МБ
- Memory Stick Duo 16 МБ, адаптер Memory Stick Duo
- Memory Stick PRO Duo 1 ГБ
- Memory Stick PRO Duo 64 МБ
- Memory Stick PRO Duo, контакты
- Memory Stick Micro (M2) 512 МБ